# Haliburton Brook
Haliburton Brook – strumień (brook) w kanadyjskiej prowincji Nowa Szkocja, w hrabstwie Pictou, płynący w kierunku południowo-wschodnim i uchodzący do zatoki Pictou Harbour; nazwa urzędowo zatwierdzona 8 listopada 1948.